# ブルクハウゼン (アルトエッティング)
ブルクハウゼン (Burghausen) はドイツ連邦共和国の都市。バイエルン州に属する。人口は約1万8千人（2003年末）。

## 地勢・産業
ザルツァハ川沿い、ドイツとオーストリアの国境近くにある。近隣の都市としては、約40キロ南にオーストリアのザルツブルクが位置している。

## 歴史・文化
ブルクハウゼン城がザルツァッハ川に面した小高い山にそびえる。城砦の全幅は1,043 メートルと、ヨーロッパ最長となっている。

## スポーツ
SVヴァッカー・ブルクハウゼン(SV Wacker Burghausen)が、1930年に創設されたブルクハウゼンを本拠地とする総合スポーツクラブである。その活動は、サッカー（2部）・テニス（1部）・レスリング（1部）・水泳（2部）などと多岐に渡る（カッコ内はブンデスリーガの所属クラス）。街の人口は2万人にも満たない小さな街であるが、このクラブの参加者は6千人を超えており、ドイツ有数のスポーツクラブとなっている。

## ギャラリー

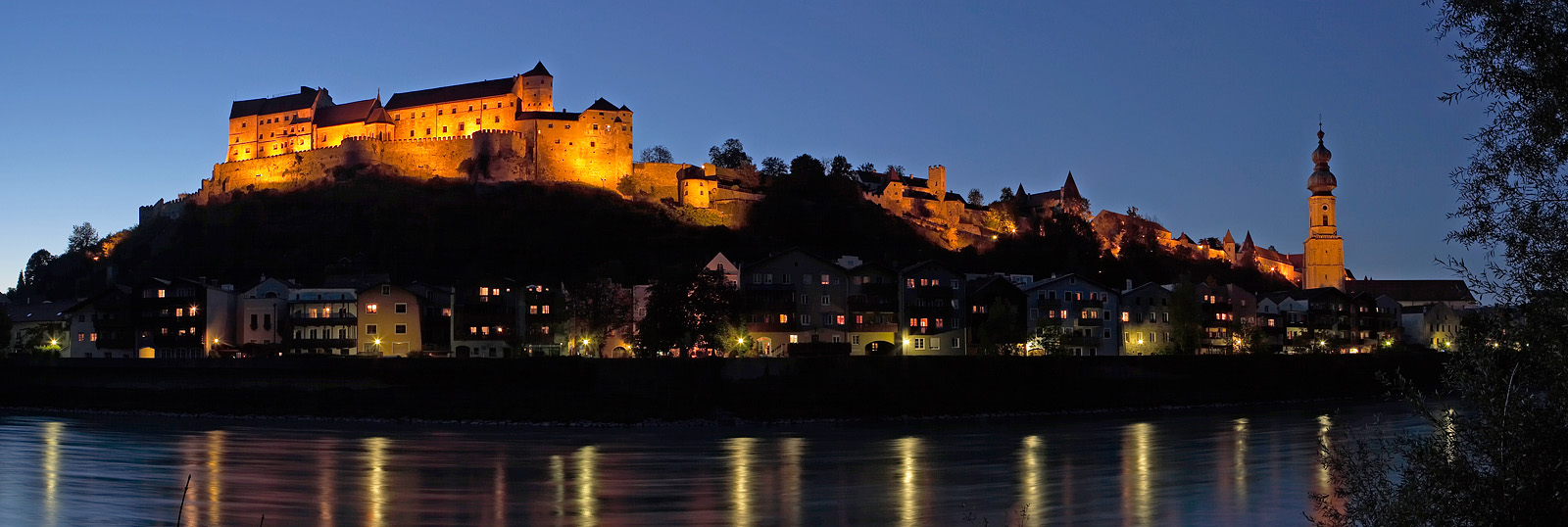
ブルクハウゼン城の全景
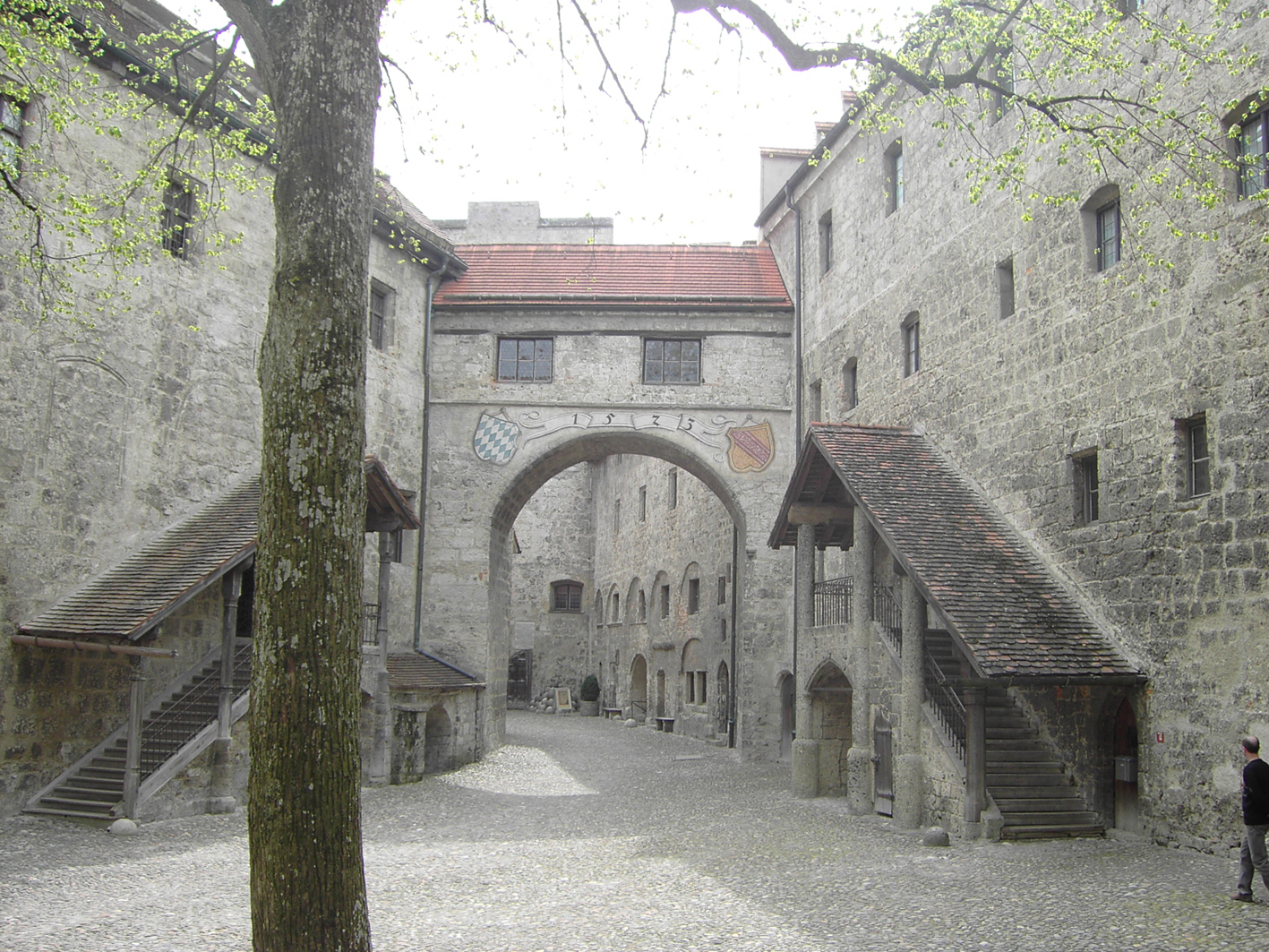
ブルクハウゼン城の中庭
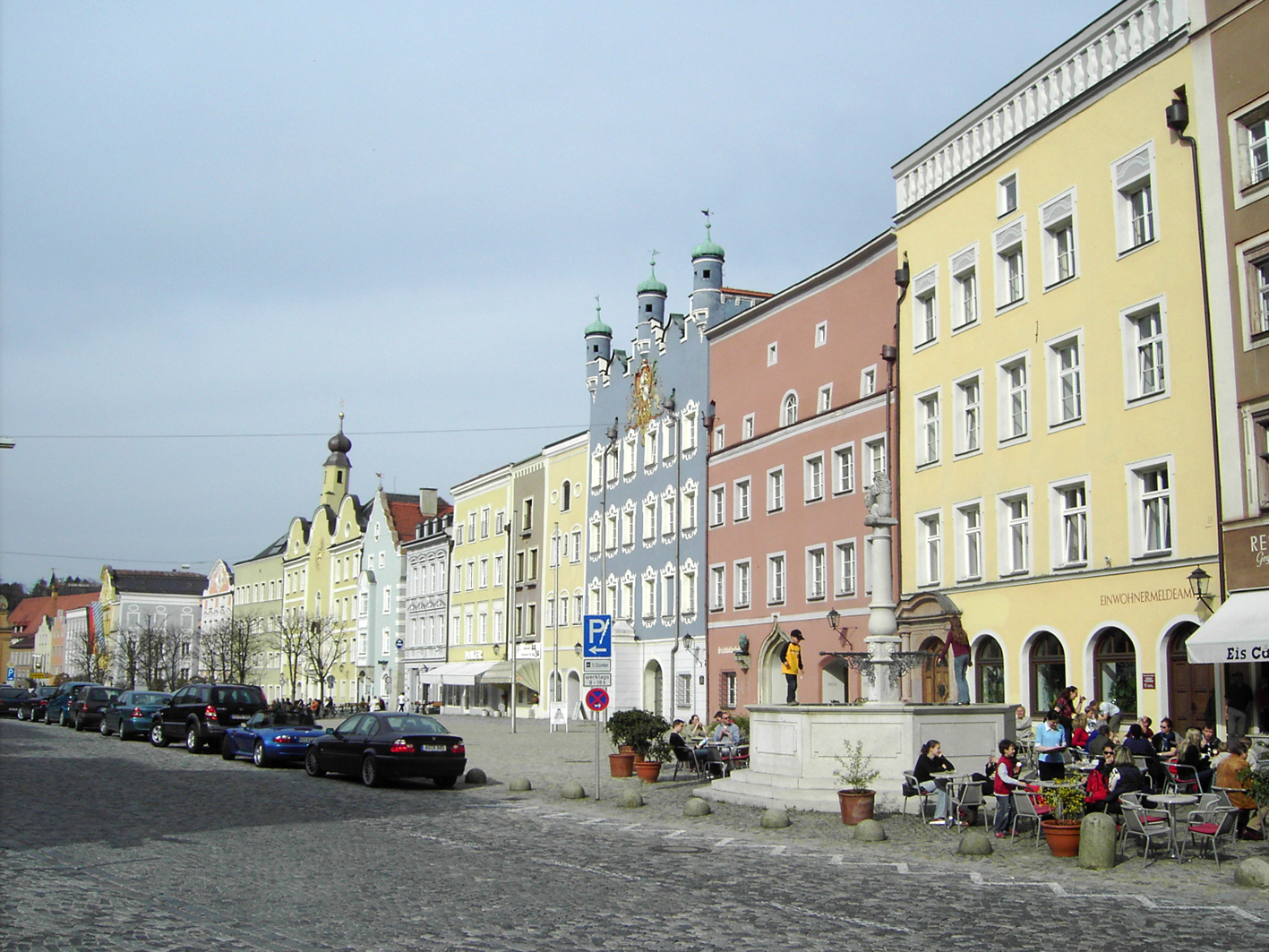
旧市街

## 引用
1. ↑  https://www.statistikdaten.bayern.de/genesis/online?operation=result&code=12411-003r&leerzeilen=false&language=de Genesis-Online-Datenbank des Bayerischen Landesamtes für Statistik Tabelle 12411-003r Fortschreibung des Bevölkerungsstandes: Gemeinden, Stichtag (Einwohnerzahlen auf Grundlage des Zensus 2011)